# 부에노스 디아스 아 토도스
《부에노스 디아스 아 토도스》(스페인어: Buenos días a todos)는 칠레의 아침 정보 프로그램이다.